# Олицька ратуша
Оли́цька ра́туша — адміністративна споруда магістрату, яка існувала в містечку Олика (нині місто Олика Луцького району Волинської області України) у 17—19 століттях.
Вперше Олицька ратуша згадується у 1610 році, а вже у 1647 році зведено нову будівлю, яка стала справжнім символом міського самоврядування. Репрезентативна споруда міської ратуші і магістрату разом з комплексом колегіати Святої Трійці складали єдиний ансамбль, навколо якого в той час активно формувалося міське середовище.
У результаті повоєнних геополітичних змін, пов'язаних з наслідками Північної війни, Олика практично втратила своє вигідне стратегічне положення і поступово перетворилася на провінційне містечко. Ще деякий час тут продовжував існувати магістрат, але наприкінці 18 століття у зв'язку з новим державним та адміністративним устроєм його було скасовано. Архітектурний комплекс ратуші сильно постраждав від таких змін. Позбавлена свого прямого призначення споруда поступово руйнувалася. У 1810 році будинок ратуші після пожежі був майже повністю зруйнований, пізніше його частково ремонтували. Після пожежі 1870 року напівзруйновані залишки споруди наприкінці 19 чи на початку 20 століття були знесені.
Уяву про місцеположення ратуші та її зовнішній вигляд дають іконографічні матеріали, існує висока імовірність того, що під землею збереглися фундаменти та підвали даної будівлі.

## З історії споруди
У 1564 році за порозуміння з великим князем Миколай Радзивілл надав Олиці магдебурзьке право. Щороку на день святого Петра (варіант — святого Миколая) громада мала право обирати райців та лавників, а війта настановляв сам князь, давши йому досить широкі судові повноваження. Цікаво, що війт Олехно Петрович згадується ще в 1562 році. Невдовзі в місті було збудовано ратушу (згадується в 1610 році), а в 1647 році зведено нову.
Втручалися Радзивілли і до управління містом, насамперед через призначуваного ними війта та через верховне судочинство, бо апеляції від міщан йшли до них. Окрім вже згаданого Олехна Петровича Скуйбіди, який був війтом щонайменше до 1568 року, маємо відомості про Венслава Слончевського (1600 рік). Від 1570 до 1580 року у джерелах як олицький староста (намісник) фігурує Гектор Кавачинський. У той же час А.Радзивілл у 1642 році фактично ліквідував міські юридики, зобов'язавши шляхту і духовенство платити податки нарівні з міщанами.
У результаті пов'язаних з наслідками Північної війни 1702–1721 рр. повоєнних геополітичних змін, Олика, як і більшість волинських міст, практично втратила своє вигідне стратегічне положення і поступово перетворилася на провінційне містечко. Ще деякий час тут продовжував існувати магістрат, але наприкінці 18 століття у зв'язку з новим державним та адміністративним устроєм його було скасовано. Першою від таких змін постраждав архітектурний комплекс ратуші. Позбавлена свого прямого призначення споруда поступово руйнувалася.

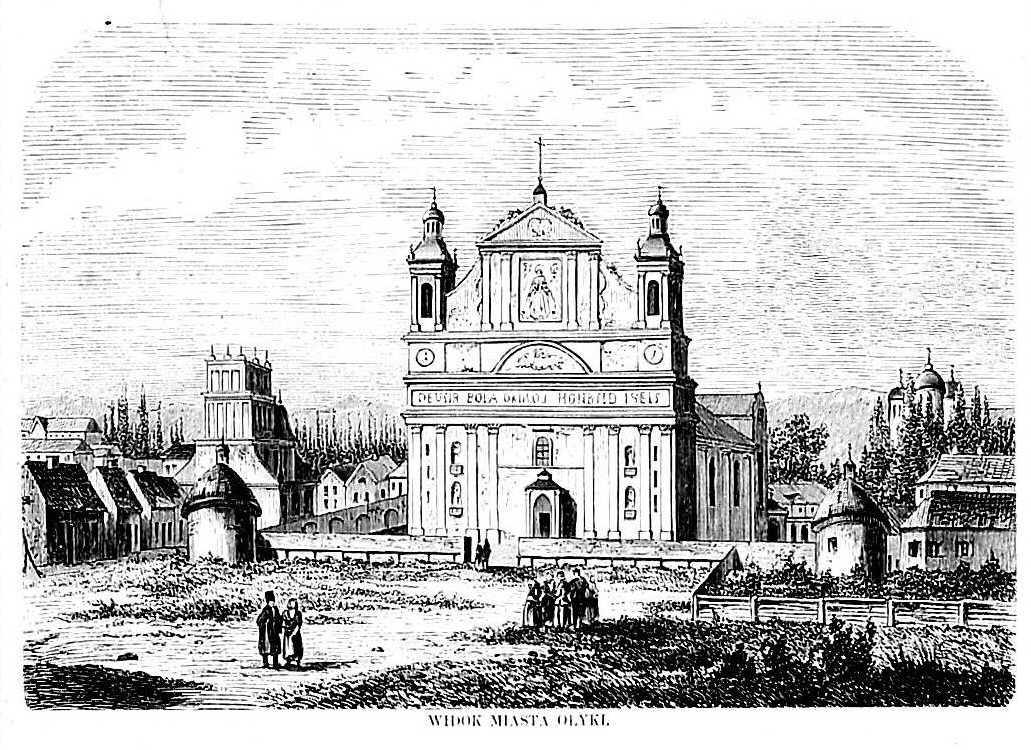
Ксилографія 19 століття, невідомий автор, «Tygodnik Ilustrowany». Вигляд Олики. Ліворуч від колегіати — будівля ратуші

У 1810 році будинок ратуші після пожежі був майже зруйнований, тому для засідань ратуші був орендований будинок пробоща ксьондза Скерневського. Християнська громада містечка вважала, що гроші на ремонт будинку мали дати місцеві євреї, оскільки вони ще в середині 18 століття зобов'язувалися щорічно сплачувати 200 злотих до міського скарбу за право будівництва своїх житлових будинків на християнських «плацах», але цього не робили з 1769 року, тому ратуша просила губернське правління втрутитися в справу. За дорученням ратуші 13 липня до Житомира був направлений колишній бургомістр Федір Іляшевич, «який би особисто просив там, де треба про стягнення» грошей з єврейської громади на ремонт будівлі. Гроші так і не надійшли, будинок для засідань ратуші продовжували орендувати в різних осіб, на що витрачалися доходи містечка, тому вищі органи влади не раз вимагали відбудувати «мурований будинок ратуші». Саме таку вимогу чергового разу надіслав дубнівський земський справник у 1824 році, на що члени ратуші спромоглися лише на таке рішення: «Оголосити про це жителям містечка Олики обох громад для того, щоб [обговорити], які ними будуть прийняті заходи з цього питання, і записати про окремий протокол».

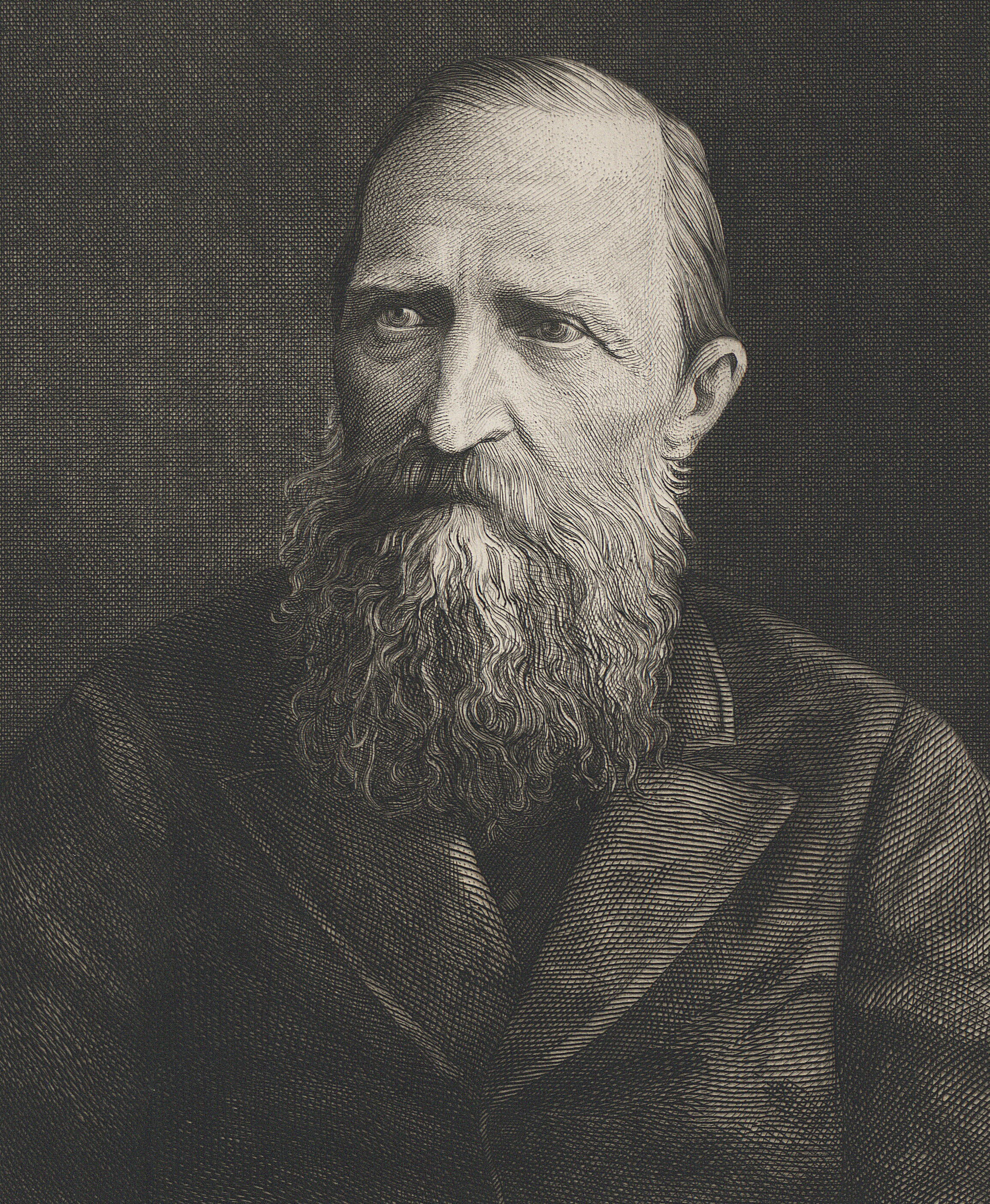
Ю. І. Крашевський, описувач і автор 2 малюнків ратуші

Очевидно, будинок ратуші був частково відремонтований, бо в 1827 році магістрат ухвалив рішення про необхідність відремонтувати «в двох флігелях мурованого ратушного будинку ґонтовий дах, зруйнований бурею у березні». Для цього треба було скласти кошторис і передати його на затвердження губернаторові, а кошти передбачити з «оброчних ратушних статей». Жахливий стан будинку ратуші зафіксований у протоколах за 1829 рік: «Мурована будівля ратуші з високою вежею на три поверхи, з 32 підвалами, вже більше 18 років без даху, дуже зруйнувалася, і хоча завдяки старанню магістрату 4 роки тому вона покрита ґонтовим дахом, але лівий корпус тієї будівлі так зруйнований, що може завалитися». Чергового удару по будівлі ратуші завдала пожежа, яка сталася 24 квітня 1833 року, коли знову згорів дах, але документацію вдалося врятувати завдяки старанням секретаря та урядників магістрату. Для засідань магістрату знову почали орендувати будинок за 10 рублів асигнаціями з міських доходів, але досить швидко повернулися до напівзруйнованого будинку. У 1838 році губернатор Маслов дозволив провести ремонт двох кімнат, які займав магістрат в цій будівлі. Майстер зробив новий вхід у будинок з боку передмістя Завороття у вигляді ґанку. Однак будинок надалі не мав ґонтового даху, а лише був покритий соломою. Тоді ж магістрат хотів продати годинник (точніше залізні деталі, які «залишилися після падіння верхнього поверху ратушної будівлі»). Губернатор не дозволив цього зробити, вважаючи, що його можна буде встановити на відремонтованій будівлі.
Близько 1839 року відомий польський письменник Юзеф Крашевський, відвідавши Олику, відмічає стан ратуші з вежею як руїни. Він залишив опис Олики в своїх «Спогадах з Волині, Полісся і Литви» (видані польською мовою в 1840 р.), характеризуючи її в цілому як «руїну Волині».
У польському тижневику «Tygodnik Ilustrowany» за 19 листопада — 1 грудня 1860 року відмічалось, що сесійна зала на верхньому поверсі ратуші без даху, а залишки напівзруйнованого перекриття загрожують небезпекою надто цікавому гостю; одна частина його в руїнах, а за кілька років зруйнується і вся будівля.
У середині 19 століття тут ще зберігався міський архів, який майже повністю загинув під час пожежі 1870 року. Врешті-решт напівзруйновані залишки ратуші наприкінці 19 чи на початку 20 століття були знесені, вже у 1937 році від неї не залишилось і сліду.Існує висока імовірність того, що під землею збереглися фундаменти та підвали даної споруди.

## Опис
У протоколах магістрату за 1840 рік міститься опис ратуші: мурована триповерхова будівля з п'ятиповерховою вежею мала 6 кімнат, одну велику залу, призначену для проведення виборів, 32 крамнички, підвали; знаходилася в центрі Ринку, була оточена будинками, які фронтом виходили на Ринковий майдан, костелом і дзвіницею. У наступні роки будівля ратуші майже повністю зруйнувалася, а засідання магістраут проходили в орендованих приміщеннях.
Зображена на малюнках І. Крашевського ратуша почала зводитись на місці старої не пізніше 1647 року коштом князя Станіслава Альбрехта Радзивілла. Як видно з ілюстрацій, вона являла собою прямокутну в плані багатоярусну будівлю, витягнуту по осі з півночі на південь. Два верхні яруси вежі були розчленовані арочними декоративними нішами, що надавало монументальній споруді певної «легкості». Зазвичай такі вежі завершувалися високим бароковим шатром із шпилем з гербом міста. Бароковими виглядають також фронтон та інші форми споруди. Порівнюючи цю ратушу з численними аналогами, можна здогадуватися про її внутрішнє планування. Підвальний ярус, як правило, мав коридорне планування і використовувався як в'язниця та склади. Перший — складався з адміністративних та службових приміщень, другий ярус суцільно займала велика сесійна зала, де проходили місцеві зібрання та інші суспільні заходи. Добре проглядаються на зображеннях також елементи оборони у вигляді рядів ключеподібних бійниць. Репрезентативна споруда міського магістрату разом з комплексом колегіати Святої Трійці складали єдиний ансамбль, навколо якого в той час активно формувалося міське середовище. Ще й сьогодні в центрі Олики можна побачити залишки тогочасної забудови навколо Ринкової площі.

## Іконографічні матеріали
Будівля ратуші, побудована в першій половині 17 століття, а точніше в 1647 році, була справжнім символом міського самоврядування. Уявлення про локалізацію ратуші та її зовнішній вигляд дають іконографічні матеріали. Це «План містечка Олики» кінця 18 століття, два малюнки І. Крашевського початку 19 століття та ксилографія другої половини 19 століття, опублікована у польському тижневику «Tygodnik Ilustrowany», яка була виконана з старішого оригіналу.